# Албанска књижевност
Албанска књижевност је књижевност писана на албанском језику. Овај појам се такође може односити и на литературу коју су написали Албанци или која је написана у Албанији. Иако је Албанија као званична држава формирана тек 1912. године на свеалбанском конгресу у Валони, албански језик и култура Албанаца сежу много дубље у прошлост. За албански језик је 1854. године немачки филолог Франц Боп доказао да припада породици индоевропских језика, мада већина научника тврди албански језик потиче од илирског, док неки пак тврде је изведен од дачко-тракијског. Када је реч о култури, људско присуство на просторима Албаније датира још од средине палеолита, у периоду антике су овај простор насељавала илирска племена, а прва званична држава формирана у овој области била је Кнежевина Арбер или Кнежевина Арбанон, када почиње да се бележи званична култура Албанаца.
Прва дела на албанском почела су да се појављују у периоду ренесансе, када су Осмалије протерали Албанце са своје територије и отерали их у неке од европских земаља, првенствено у Италију, где су се неки прикључили тадашњим уметничким и књижевним правцима. Првим делом на албанском језику сматра се дело Месхари Ивана Бузука из 1555. године, мада неки научници наводе и да се албанским језиком писало још од раног 14. века. Дела која су у почетку настајала била су верског карактера. Она су имала за циљ да успоставе и одрже веру и културу Албанаца, а писана су и дела историјске тематике која су сведочила о ранијим подвизима и старости овог народа. Након стицања независности и формирања државе, албанска књижевност се убрзо прикључила европској књижевности и од тада ишла у корак с њом. Током Другог светског рата, када је фашистичка Италија окупирала Албанију, а и након тог периода, током социјалног реализма, била је уведена цензура, тако да су једина легална дела била писана у том правцу, мада је било и оних писаца који су, борећи се против режима, стварали дела изван ових граница.

## Ренесанса
Ширење Османског царства протерало је многе Албанце из њихове домовине за време западноевропске ренесансе. Међу албанским емигрантима који су постали познати у хуманистичком свету су историчар Мартин Барлети (1460—1513), који је 1510. године у Риму објавио историју Скендербега, а ова књига је преведена на скоро све европске језике. Такође, истакнути хуманисти били су и Марин Бечић (1468—1526), Ђон Газули (1400—1455), Леоникус Томеус (1456—1531), Мишел Марули (15. век), Мишел Артиоти (1480—1556) и многи други који су се истакли у различитим областима науке, уметности и филозофије.

## Рана модерна књижевност
Културни отпор био је први пут изражен кроз елаборацију албанског језика, углавном у католичким областима на северу, али и православим на југу. Протестантска реформа дала је наду овом народу за развој локалног језика и књижевне традиције када је свештеник Иван Бузук увео албански језик у католичке литургије, покушавајући да за албански језик уради оно што је Мартин Лутер урадио за немачки. Месхари, дело Ивана Бузука из 1555. године, сматра се првим књижевним текстом написаним албанским језиком. Префињени ниво језика и стабилизовани правопис овог дела Historia de vita et gestis Scanderbegi, Epirotarum principisуказује на ранију традицију писања код Албанаца, традицију која није позната. Постоје неки делимични докази који потичу пре Бузука и који наводе да је албанским језиком писано још од 14. века, можда чак и раније. Први познати доказ датира из 1332. године и бави се Французем и Доминиканцем Гијомом Адамом, надбискупом Антиварија, који је у свом извештају на латинском написао да Албанци своје књиге пишу латиничним словима, иако је њихов језик знатно другачији од латинског. Од посебног значаја за подржавање су и: формула крштења (Unte paghesont premenit Atit et Birit et spertit senit) из 1642. године, написана на албанском у латинском тексту од стране драчког бискупа Павла Анђела; глосар са албанским речима из 1497. године Алнолда фон Харфа, Немца који је путовао Албанијом, као и библијски фрагмент из 15. века из Јеванђеља по Матеју, такође на албанском, али написан грчким алфабетом.
Албански текстови који потичу из овог периода нису само верског карактера, већ постоје и историјски списи. Њих помиње хуманиста Мартин Барлети, који, у својој књизи Опсада Скадра (De Obsidione Scodrensi, 1504), који потврђује да је прелистао такве хронике писане на језику народа. Упркос препрекама које је изазвала контрареформација, а која се противила употреби националних језика у хришћанској литургији, процес очувања језика трајао је без прекида. Током 16. и 17. века, катихизис E mbësuame krishterë (Хришћанска учења, 1592) Луке Матранге, Doktrina e krishterë (Хришћанска доктрина, 1618) и Rituale romanum (1621) Петера Будија - првог оригиналног писца албанске прозе и поезије, Извињење за Ђурђа Кастриота (1636) Франга Бардија, који је објавио и речник фолклорних творевина, теолошко-филозофски трактат Cuneus Prophetarum (1685) Петра Богданија, најуниверзалније личности албанског средњег века, била су само нека од дела објављена на албанском језику.
Богданијев рад био је теолошко-филозофски трактат који се сматра веома оригиналним, а настао је спајањем података из различитих извора, па се тако бави начелним проблемима теологије, целокупне библијске историје и компликованим питањима схоластике, космогоније, астрономије, педагогије и сл. Богдани је у албанску културу увео дух хуманизма и величао је науку и културу у животу човека. Својим писаним радовима на језику са чистим стилом, означио је прекретницу у историји албанске књижевности.
Још један значајан писац из доба ране албанске књижевности био је Ђулио Варибоба.

## 18. век
Током 18. века, литература православних и муслиманских верских културних кругова сведок је све већег развоја албанске књижевности. Анонимни писац из Елбасана превео је на албански језик бројне делове Библије; Т. Х. Филипи, такође из Елбасана, превео је Стари и Нови завет. Ови напори повећали су се у наредном веку издавањем целокупног Новог завета Ђирокастритија и великим корпусом (хришћанских) верских превода Констандина Кристофориндија (1835—1895), на оба албанска дијалекта. Ово су издања која су потпомогла просецу интеграције два дијалекта у јединствен књижевни језик постављању основе за успостављање националне цркве Албанаца са литургијама на свом језику.
Иако у супротности са овом тенденцијом, култура Москопоља такође треба бити поменута, култура која је током 17. века постала срце цивилизације и метропола Балканског полуострва, са сопственом академијом и штампаријом и личностима попут Каваљотија, Хаџијуа и Воскопојарија, чији су радови о науци, филозофији и теологији помогли објективном развоју писане речи и признања албанске књижевности. Иако су дела настала у Москопољу углавном писана на грчком, потреба за подизањем препреке исламизацији довела је до неопходног коришћења националних језика, подстичући развој националних култура. Власи и Албанци су се такође користили грчким језиком као главним језиком у школама у Москопољу, а књиге на влашком су такође биле штампане у тим штампаријама. Радови москопољских писаца и зналаца по неким својим карактеристикама могу се повезати са европским просветитељством. Најистакнутији од њих био је Теодор Каваљоти. Према записима Х. Е. Тумана, рад Каваљотија, који је већим делом остао необјављен, у већини случајева бавио се готово свим гранама филозофије. У делима се види и утицај Платона, Малбранша и Лајбница.
Један од утицаја ислама и посебно суфизма, као и културе окупатора, била је појава школе поезије у 18. веку, или књижевности писане на албанском језику, али арапским писмом. Њени представници, Незим Фракула, Мухамет Кичику, Сулејман Наиби, Хасан Зико Камбери, Далип Фрашери, Шех Мала и други, обрађивали су у својим делима мотиве позајмљене из оријенталне књижевности, а писали су и верске текстове и поезију на језику угушеном од стране оријентализма и развијеном лириком и епиком.

## Национална ренесанса
19. век, век националних покрета на Балкану, Албанија је дочекала као земља са недовољно традиције за развој унитарне државе, језика и културе, али, уместо тога, са индивидуалистичким и регионалистичким менталитетом због дугог врховног вођства племена и других родних савеза, па су самим тим имали дух спонтаног бунта. У овој културноисторијској ситуацији појавио се и потпуно развио идеолошки, војни и књижевни покрет назван национални препород или национална ренесанса. Покрет је био инспирисан идејама националних ренесанси и просветитељства, које су неговане међу круговима албанске интелигенције, углавном емиграната у старим насељима у Италији, као и оним новијим у Истанбулу, Букурешту, САД, Софији и Каиру.
Неговање албанског језика и културе, организација националног образовања и успостављање националне књижевности на културном нивоу, као и стварање независне државе - само су неки од циљева националне ренесансе уз помоћ које су се отвориле многе школе албанског романтизма. Ренесанса је била прожета и духом националног ослобођења, са носталгијом емиграната и реторичким патосом прошлих херојских ратова. Књижевна школа развијала је махом поезију. Што се тиче мотива и поетске форме, њихов херој био је етички човек, борбени Албанац, а у мањој мери и трагична особа, што је уско повезано и са традицијом. Тежња ове традиције и издавање Rapsodi të një poeme arbëreshe (рапсодија из 1886) Јеронима де Рада, Përmbledhje të këngëve popullore dhe rapsodi të poemave shqiptare (збирка албанских народних песама, 1871) Зефа Јубанија, Bleta shqiptare (Албанска пчела, 1878) Тимија Митка, била су нека од дела која су била део културног програма националне ренесансе који се залагао за успостављање компактног етничког и културног идентитета Албанаца.
Два највећа представника албанског романтизма били су Јероним де Рада (1814—1903) и Наим Фрашери (1846—1900), рођени у Албанији, а образовање стекли у Зосимаја школи у Јањини, али емигрирали, живели и преминули у Истанбулу. Први је био албански романтичарски песник одрастао у атмосфери европског романтизма, а други је албански романтичар и пантеиста који у својој поезији спаја утицај источне поезије, првенствено персијске, са духом поезије западног романтизма.
Де Рада је написао циклус епско-лирске поезије у стилу албанских рапсодија: Këngët e Milosaos (1836), Serafina Topia (1839), Skënderbeu i pafat(1872—1874) и друга, сва са тенденцијом стварања националних епова за време у коме је живео Скендербег. Пратећи поступке Хердера, Де Рада је подигао љубав према народним песмама у својој поезији и обојио је етнографским бојама. Његова дела приказују и живот Албанаца са њиховим карактеристичним обичајима и менталитетом, а бави се и албанском драмом из 15. века, која је настала након доласка Османлија. Сукоб између среће појединца и трагедије нације, сцене на обалама реке, жена која бере пшеницу на пољу, човек који иде у рат и жена која му везе појас, слике су које су приказане у његовој поезији испресецане деликатним лирским осећањима.
Наим Фрашери написао је пасторалну песму Bagëti e bujqësia (1886), збирку филозофске, патриотске и љубавне лирике Lulet e verës (1890), епску поему Histori e Skënderbeut (Историја Скендербега, 1898), религиозну епску поему Qerbelaja (1898), две песме на грчком O Eros (О љубави) и O alithis pothos ton skipetaron (Истинска жеља Албанаца), текст на персијском Tehajylat (Сан) и многе ерудитне радове на албанском. Признат је за највећег националног песника Албанаца. Наим Фрашери поставио је темеље модерне албанске поезије. У духу Вергилијевих дела Буколике и Георгике, он је у свом делу Bagëti e bujqësia певао о орачу земље и пастиру, пишући тако химну лепотама његове отаџбине и изражавајући носталгију песника емигранта и понос албанског порекла. Чежња за отаџбином, планинама и пољима у Албанији и сећање на детињство хранили су његову инспирацију лирском снагом и импулсом.
Унутрашње искуство појединца ослобођеног окова средњовековног, оријенталног менталитета с једне стране, и филозофског пантеизма прожетог пантеизмон европског романтизма с друге стране, дају лирским размишљањима Фрашерија универзалну људску и филозофску димензију. Најлепше песме Lulet e verës (Летњи цветови) збирка су филозофских текстова о животу и смрти, о времену које пролази и никада се не враћа, остављајући иза себе мучне успомене у срцу човека. Наим Фрашери је оснивач националне књижевности Албанаца и националног књижевног језика. Он је подигао албански језик у модеран језик културе, развијајући га у модел народног говора.
Свет романтичног хероја са својим жестоким осећањима унео је у албанску књижевност Зеф Серембе. Поезија Ндре Меде и Андона Зако Чајупија, који су живели и стварали крајем ренесансног периода, носи елементе распада уметничког система романтизма у албанској књижевности.
Чајупи је био рустични поета, тип народног барда, често називан мистралом Албаније. Он је у албанску књижевност увео комедију обичаја и трагедију са историјским темама. Дипломирао на француском колеџу у Александрији и на Женевском Универзитету, самим тим и добар познавалац француске књижевности, Чајупи је међу првима превео Лафонтенове бајке на албански језик, чиме је отворен пут за превођење и усвајање дела светске књижевности на албански, који је био и остао један од главних начина комуникације са светком културом.
Уважени писци из овог периода били су и: Наум Већилардзи, Сами Фрашери, Пашко Васа, Јероним де Рада, Габријел Дара, Зеф Серембе, Наим Фрашери, Дора д'Истра, Андон Зако Чајупи, Ндре Меда, Луиђ Гуракући, Филип Широка, Михаил Грамено, Ристо Силићи, Александар Ставре Дренова и други.

## Модерна књижевност

### Независност
Главни правац албанске књижевности у међуратном периоду био је реализам, али је било и остатака романтизма.
Ђерђ Фишта (1871—1940) написао је песму епске ширине Lahuta e malësisë у 17.000 стихова, у духу албанских историјских и легендарних епова, који приказује борбе брђана на северу против упада Словена. Овим делом остао је највећи епски песник Албанаца. Фрањевачки свештеник, ерудита и члан Италијанске академије, Ђерђ Фишта био је свестрана личност албанске културе: епски и лирски песник, публициста и сатиричар, драматург и преводилац, као и активни учесник албанског културног и политичког живота у периоду између два рата. Његово главно дело, Lahuta e malësisë, одраз је албанског живота и менталитета, поетски мозаик историјских и легендарних подвига, приказ традиције и обичаја планинских крајева, жива фреска о историји старих људи, који у своје средиште ставља Албанца урезаног у мукама његовог живота. Фиштина песма, одликујући се огромним језичким богатством, чувар је богатог народног говора планинских крајева, живе и бесконачне фразеологије и диверзитета јасних синтаксних конструкција, које дају виталност и снагу поетском изразу. Поетска збирка Mrizi i Zanave са патриотским стиховима и Vallja e Parrizit, са стиховима религиозног карактера, представљају Фишту као префињеног лирског песника, док га дела Anzat e Parnasit и Gomari i Babatasit представљају као непоновљивог сатиричног песника. У области драме, Juda Makabe Ifigjenia n’ Aulli могу се поменути међу његовим трагедијама са библијским и митолошким мотивима.
Типичан представник реализма био је Милош Ђерђ Никола, Миђени (1913—1938). Његова поезија Vargjet e lira (1936) и проза прожети су тешким социјалним реализмом беде и трагичног положаја појединца у друштву тог времена. Ликови из његових дела су људи из најнижих слојева албанског друштва. Нека од Миђенијевих дела су романи и минијатуре; њихове теме представљају сукоб појединца са институцијама и патријархалним и конзервативним моралом. Бунтовне природе, Миђенијев таленат разбио традиционализам у албанској поезији и прози уводећи нови стил и форме у поезији и нарацији. Један је од највећих реформатора албанске књижевности, први велики модерни албански писац.
Ласгуш Порадеци (1899—1987), поетски таленат другачије природе, сјајан лирски песник, писао је меку и топлу поезију, али са темама за дубоко размишљање и шармантном музикалношћу; Vallja e yjeve (1933) и Ylli i zemrës (1937) нека су од његових најпознатијих делова.
Фан С. Ноли (1882—1965) био је једна од најсвестранијих личности - угледни песник, историчар, драматург, естета, музиколог, публициста, преводилац и магистар албанског језика. Написао је дело Буђење Израелаца и Филистејаца, објављивао чланке и преводио на грчки дела Самија Фрашерија. Објавио је 1947. године студију на енглеском Бетовен и француска револуција. Превео је на албански језик многе литургијске књиге и дела великих писаца попут Омара Хајма, Вилијема Шекспира, Хенрика Ибсена, Мигела де Сервантеса и других. Својом поезијом, научном и религиозном прозом, као и својим преводима, Ноли је одиграо кључну улогу у развоју модерног албанског језика. Својим уводима и предговорима преводу светске књижевности, био је најистакнутији књижевни критичар Албанаца у међуратном периоду. Фан Ноли је такође предводио и демократску револуцију која је свргла с власти краља Зога 1920-их, иако је његова мирнодопска владавина била кратког века.
Албанска књижевност између два рата била је испуњена сентименталношћу (Фоћион Постоли, Михаил Грамено) и закаснелим класицизмом, посебно у драми (Етем Хаџиадеми). Манифестација модерних трендова, импресионизма, симболизма и сличних била је изолована појава у делима појединих писаца (Миђенија, Порадеција, Асдренија) који нису успели да званично оформе школу. Дубоке промене виђене су у систему жанрова; проза (Миђенија, Ф. С. Ноли, Фаик Коница, Ернест Колићи, Митруш Кутели), драма и сатира (Ђерђ Фишта, Кристо Флоћи) развијале су се паралелно са поезијом. Ернест Колићи писао је суптилну прозу, пуну колорита из свог родног Скадра (Tregtar flamujsh, 1935). Митруш Кутели био је мађионичар на албанском језику, писац који је гајио народни стил приповедања у шармантној прози (Net shqiptare, 1938; Ago Jakupi, 1943; Kapllan aga i Shaban Shpatës, 1944).
Фаик Коница био је писац који је дао албанској прози модеран стил. Рођен је у Коници, малом граду у Епиру, који је одлуком Лондонске конференције из 1913., када су формиране данашње границе Албаније, припао Грчкој. Потекавши из реномиране породице, стекавши тако титулу бега и свест о припадности елити, он је свој статус испољио у животу и раду, одбацивши оријентални менталитет, који се одржао од отоманске окупације, шаљивим осмехом преведен у сарказам у његовим делима. Похађао је годину дана језуитски колеџ у Скадру, након тога Империјални Лицеј у Истанбулу, студирао књижевност и филозофију на Универзитету Дижон у Француској, а завршио више студије на Универзитету Харвард, где је 1912. године добио звање магистра уметности. Ерудита, познавалац свих већих европских језика и неких источњачких, пријатељ Гијома Аполинера, често називан од стране странаца “ходајућом енциклопедијом”. Коница је постао модел западног интелектуалца у албанској култури. Од младости је био посвећен националном покрету, али, за разлику од митских, идеализованих и романтичних осећања ренесансе, он је продро у дух критицизма и искусио вечити бол идеалисте који пати за својим мислима. Основао је часопис “Албанија” (Брисел 1897-1900, Лондон 1902-1909), који је постао најважније оруђе албанске штампе ренесансе. Публициста, есејиста, песник, прозни писац, преводилац и књижевни критичар, он је, између осталог, аутор студија на француском језику L’Albanie et les Turcs (Албанија и Турци; Париз, 1895) и Memoire sur le mouvement national Albanais (Мемоари албанског националног покрета; Брисел, 1899), романа Një ambasadë e zulluve në Paris (1922), Doktor Gjilpëra (1924), као и историјско-културног рада “Албанија—стеновита башта југоисточне Европе”, објављеног постхумно у Масачусетсу 1957. године.
Књижевност Албанаца у Италији у периоду између два рата наставила је традицију романтичарске школе 19. века. Зеф Скиро (1865—1927), кроз своја дела Kthimi (Повратак, 1913), Te dheu i huaj (На страном тлу, 1940), желео је да поврати историјско сећање на Албанце који су емигрирали од 15. века, нанон смрти Скендербега.
Уважени писци из овог периода били су: Фан Стилиан Ноли, Ђерђ Фишта, Фаик Коница, Хакија Стермилија, Ласгуш Порадеци, Митруш Кутели, Миђенија и други.
Такође, још један угледни албански романтичар, који је објављивао своја дела у Албанији и иностранству, био је Лазар Ефтимиади. Дипломирао на Сорбони, написао је неколико чланака који су имали за циљ да упознају читаоце са великим делима западне књижевности. Преводио је и дела писаца попут Андерсена, а сарађивао са Фиштом и другим познатим преводиоцима. Његова збирка кратких прича под називом Merushja представља бисер албанског романтизма и хуманости, а објављивана је од стране неколико издавачких кућа.

### Социјални реализам
Након Другог светског рата, албанска књижевност је доживела велики развој. Главна карактеристика књижевности и уметности тог периода је њихов идеолошки оријентисан развој и разрада свих жанрова, посебно романа, који је, упркос недостатку било какве традиције, био један од водећих литерарних израза тог доба.
Најразрађенији тип романа био је роман социјалног реализма, етичког и историјског карактера, линеарне структуре (Јаков Дзодза, Стерјо Спасе, Фатмир Ђата), али и роман чврсте композиције, отворених поетичких и филозофских ставова (Исмаил Кадаре, Петро Марко). Сатирични роман није био ништа мање популаран (Дритеро Аголија, Ћамил Буџелија). Хваљен од стране критичара и изузетно важан сатирични роман овог периода био је “Успон и пад друга Зила” Дритера Аголије.
Кратку причу и роман развијали су Димитер Шутерићија, Наум Прифтија, Зија Чела, Теодор Лако, Димитер Џуванија, Насија Лера, Петраћ Зото и други; поезију Исмаил Кадаре, Дритеро Аголија, Фатос Арапија, Џевахир Спахију, Мемоза Ахмети и други. Драма (Кол Јакова, Тока Јона) и комедија (Спиро Комора) биле су популарне у мањој мери.
Књижевност овог периода развијала се у оквиру социјалног реализма, јединог правца дозвољеног званичном политиком државе. Али изван овог оквира, моћни таленти створили су дела са имплицитним осећајем опозиције и са универзалним значајем.
Дисидентни тренд у књижевности изражен је у различитим облицима у делима Касима Требешине, Мехмета Муфтија, Минуша Јероа, Коча Косте и других, који су или покушали да пробију каноне социјалистичког метода реализма, или покушали да уведу јеретичке идеје у комунистичку тоталитарну идеологију.

## Савремена књижевност
Најпознатији савремени албански писац је Исмаил Кадаре, рођен 1935, чијих је 15 романа преведено на преко 40 светских језика. Својим песмама Përse mendohen këto male (1964), Motive me diell (1968), Koha (1976), а посебно прозом Gjenerali i ushtrisë së vdekur (1963), Kështjella (1970), Kronikë në gur (1971), Dimri i madh (1977), Ura me tri harqe (1978), Piramida (1992) и Spiritus (1996), Кадаре је увео албанску књижевност у токове савремене европске књижевности.
Кадарин рад представља уметничку енциклопедију албанског живота. Филозофија, веровања, драме и историјска и културна традиција Албаније, филтрирана кроз умеће писца, у Кадареовом раду изражавају виталност духовне културе албанског народа. Кадаре ствара модерну прозу увелико користећи историјске аналогије, параболе и асоцијације, албанске легенде и митологије. Полазећи од епског света средњовековних легенди и балада, Кадареова проза доноси древне народне традиције у савремени свет, показујући њихову релевантност у модерном свету.